# Milchpfropfsyndrom
Das Milchpfropfsyndrom ist ein Darmverschluss beim Neugeborenen durch einen Laktobezoar im unteren Dünndarm aufgrund von eingedickter Milch, meist bei Kunstnahrung.
Im englischen Sprachraum verwendete Bezeichnungen sind: inspissated milk syndrome, milk curd syndrome, Smythe’s syndrome oder colonic milk curd obstruction.
Im Jahre 1959 beschrieben Richard S. Wolf und James Bruce eine Operation eines Laktobezoars.
Die Beschreibung als Krankheitsbild stammt aus dem Jahre 1969 durch die englischen Kinderchirurgen R. C. M. Cook und P. P. Rickham.
Die Namensbezeichnung bezieht sich auf den südafrikanischen Arzt Patrick M. Smythe zusammen mit B.J. Dremin und S. Cywes und deren Bericht aus dem Jahre 1970 als „Inspissated milk syndrome“.

## Vorkommen
Das Syndrom ist sehr selten. Meistens sind Frühgeborene im Alter von wenigen Tagen bis mehreren Wochen betroffen. Nachdem es zwischenzeitlich weitgehend verschwunden war, kommt es mit dem besseren Überleben extremer Frühgeborener wieder häufiger vor. Meistens liegt das Geburtsgewicht unter 1000 g und das Gestationsalter unter 28 Wochen. Das männliche Geschlecht scheint häufiger betroffen zu sein.

## Ursache
Das Syndrom kommt nur bei nicht gestillten, mit Kuhmilchpräparaten ernährten Säuglingen vor. Als Ursache wird der hohe Anteil an Fett, Protein und Kalzium, eine bestehende Dehydratation sowie eine Unreife des Dünndarmes beim Früh- und Neugeborenen diskutiert.

## Klinische Erscheinungen
Klinische Kriterien sind:
- normale Mekoniumentleerung
- unter Milchernährung nach einigen Tagen Dünndarmileus
- eventuell Durchwanderungsperitonitis

Es besteht die Gefahr einer Darmperforation durch Druckulzera.

## Diagnose
Klinisch und bildgebend findet sich eine echogene Masse im rechten Unterbauch. Hinzu kommen entfärbte Stühle.

## Differentialdiagnose
Abzugrenzen ist der Mekoniumileus und das Mekoniumpfropfsyndrom.

## Therapie
Die Behandlung erfolgt durch Einläufe.